# 文澂
文澂（1835年—1880年），费莫氏，字雲卿、又字筠青，號秋瀛，满洲镶红旗人，清朝政治人物。文澂是咸豐九年己未科举人，同治二年考取癸亥恩科进士，获选担任翰林院庶吉士。后来陆续担任翰林院侍講學士、武英殿纂修官、翰林院侍讀學士、詹事府少詹事、通政使司通政使、都察院左副都御史、工部左侍郎，以及盛京刑部右侍郎等职。